# Hamam al-Sammara
Hamam al-Sammara (en árabe: حمام السمرا) es un baño turco situado en el barrio Zeitún de la ciudad vieja de Gaza, en Palestina. Su nombre quiere decir «el baño de los samaritanos» o «el baño marrón». Es el único baño turco de Gaza, de los cinco originales, que aún sigue funcionando. Se localiza a unos 3 metros por debajo del nivel de la calle. Es propiedad de Salim Abdullah al-Wazeer.
Fue reducido a escombros por un bombardeo israelí en diciembre de 2023, en los primeros meses de la guerra Israel-Gaza.

## Historia
Aunque se dice que se remonta a tiempos preislámicos en Gaza, una placa en el vestíbulo de la casa de baños proclama que fue restaurado en 1320 por el gobernador mameluco de la ciudad Sanjar al- Jawli. Según relató Theodore E. Dowling, hacia 1584, una comunidad samaritana existió en Gaza y poseía una gran sinagoga y dos casas de baños, y "uno de ellos todavía lleva el nombre del baño de los samaritanos".
El hamam fue rehabilitado en varias ocasiones. Se supone que por primera vez hace unos 750 años, en época de los mamelucos, luego en la década de 1970 y en 2001 por la Universidad Islámica de Gaza gracias a una subvención del Programa de las Naciones Unidas para el Desarrollo (UNDP). Las últimas reparaciones se llevaron a cabo en 2022.